# Drahomír
Drahomír (v jihoslovanských jazycích Dragomir) je mužské křestní jméno slovanského původu. Mnohem častější je jeho ženská podoba Drahomíra. Jméno znamená ten, komu je drahý mír. Svátek slaví 18. července.

## Domácké podoby
Mezi domácké podoby jména Drahomír patří Drahoš, Drahouš, ,Drahošek, Drahoušek,apod.

## Obliba jména
Jméno Drahomír se již mezi novorozenými chlapci téměř nevyskytuje, počet nositelů tudíž poměrně rychle klesá. Nejvíce populární bylo jméno ve 40. a 60. letech 20. století, nejvíce nositelů žijících k roku 2016 se narodilo v roce 1955 (celkem 91). Od 80. let byl výskyt mezi nově narozenými sporadický, po roce 2009 toto jméno téměř vymizelo. Nejmladší nositel se narodil v roce 2014.
Celkový úbytek mezi lety 2010 a 2016 činí −15,61 %.
| Rok  | Počet nositelů | Změna oproti předchozímu roku |
| ---- | -------------- | ----------------------------- |
| 2010 | 2 402          | –                             |
| 2011 | 2 303          | −4,12 %                       |
| 2012 | 2 237          | −2,87 %                       |
| 2013 | 2 195          | −1,88 %                       |
| 2014 | 2 145          | −2,28 %                       |
| 2015 | 2 085          | −2,8 %                        |
| 2016 | 2 027          | −2,78 %                       |

## Významné osobnosti
- Dragomir Bečanović – černohorský judista
- Drahomír Dvořák – československý politik
- Drahomír Kadlec – český hokejista
- Drahomír Kolder – československý politik
- Drahomír Koudelka – československý volejbalista
- Drahomír Josef Růžička – českoamerický lékař a fotograf
- Drahomír Suchánek – český historik
- Drahomír Šajtar – český literární historik,
- Dragomir Tadić – srbský profesor architektury
- Drahomír Vaňura – československý voják